# Nagymihályi járás

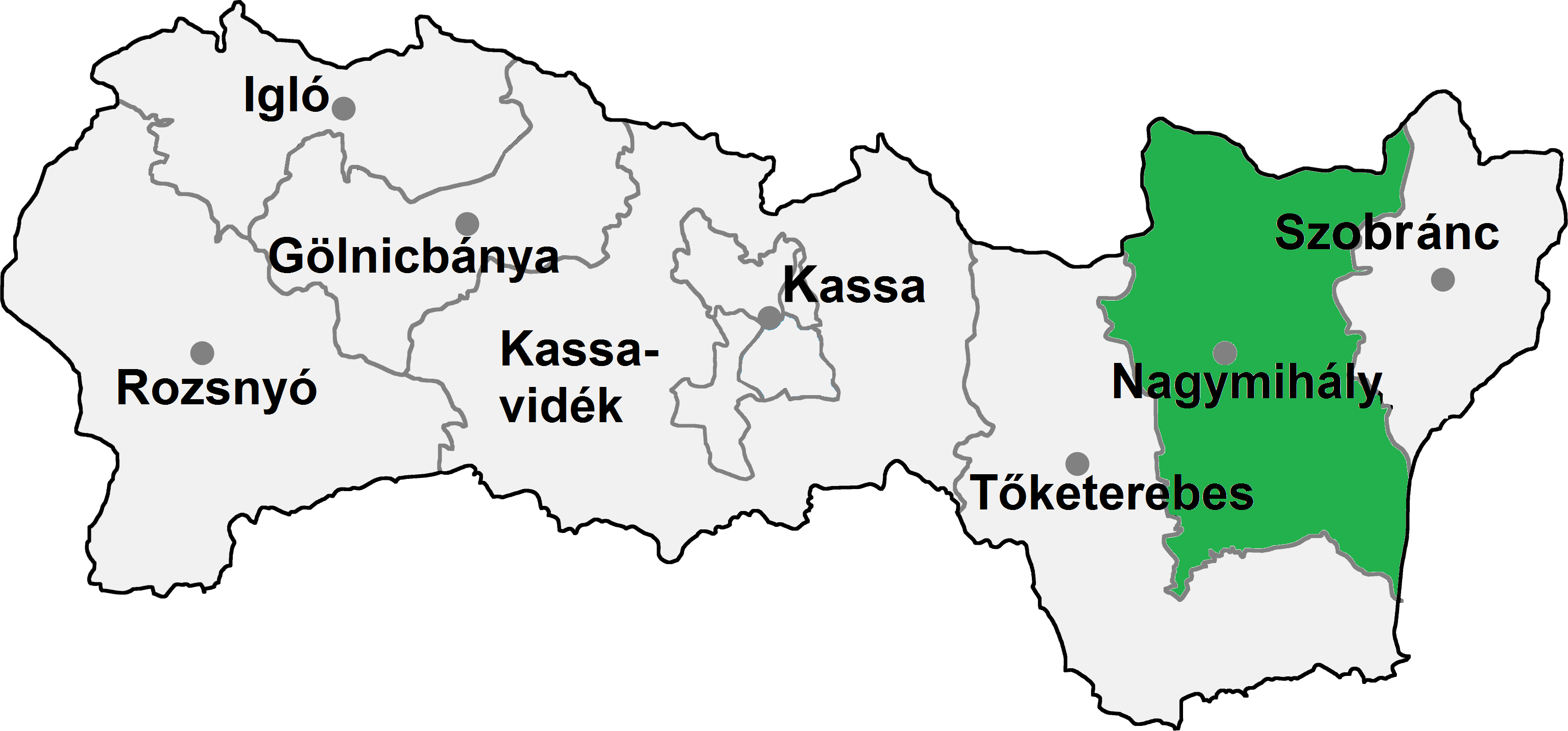
A Nagymihályi járás

A Nagymihályi járás (Okres Michalovce) Szlovákia Kassai kerületének közigazgatási egysége. Területe 1019 km², lakosainak száma 109 121 (2001), székhelye Nagymihály (Mihalovce). Lakosságának 11.7 százaléka, azaz 12 819 személy magyar nemzetiségű. Területe  nyugati része az egykori Zemplén vármegye, keleti része az egykori Ung vármegye területére esik.

## Népessége
| Év:            | 1994.   | 2004.   | 2014.   | 2024.   |
| -------------- | ------- | ------- | ------- | ------- |
| Emberek száma: | 107 477 | 109 322 | 110 714 | 107 936 |
| Eltérés:       |         | +1,71 % | +1,27 % | -2,50 % |

| Év:            | 2023.   | 2024.   |
| -------------- | ------- | ------- |
| Emberek száma: | 108 132 | 107 936 |
| Eltérés:       |         | -0,18 % |

## A Nagymihályi járás települései
- Abara (Oborín)

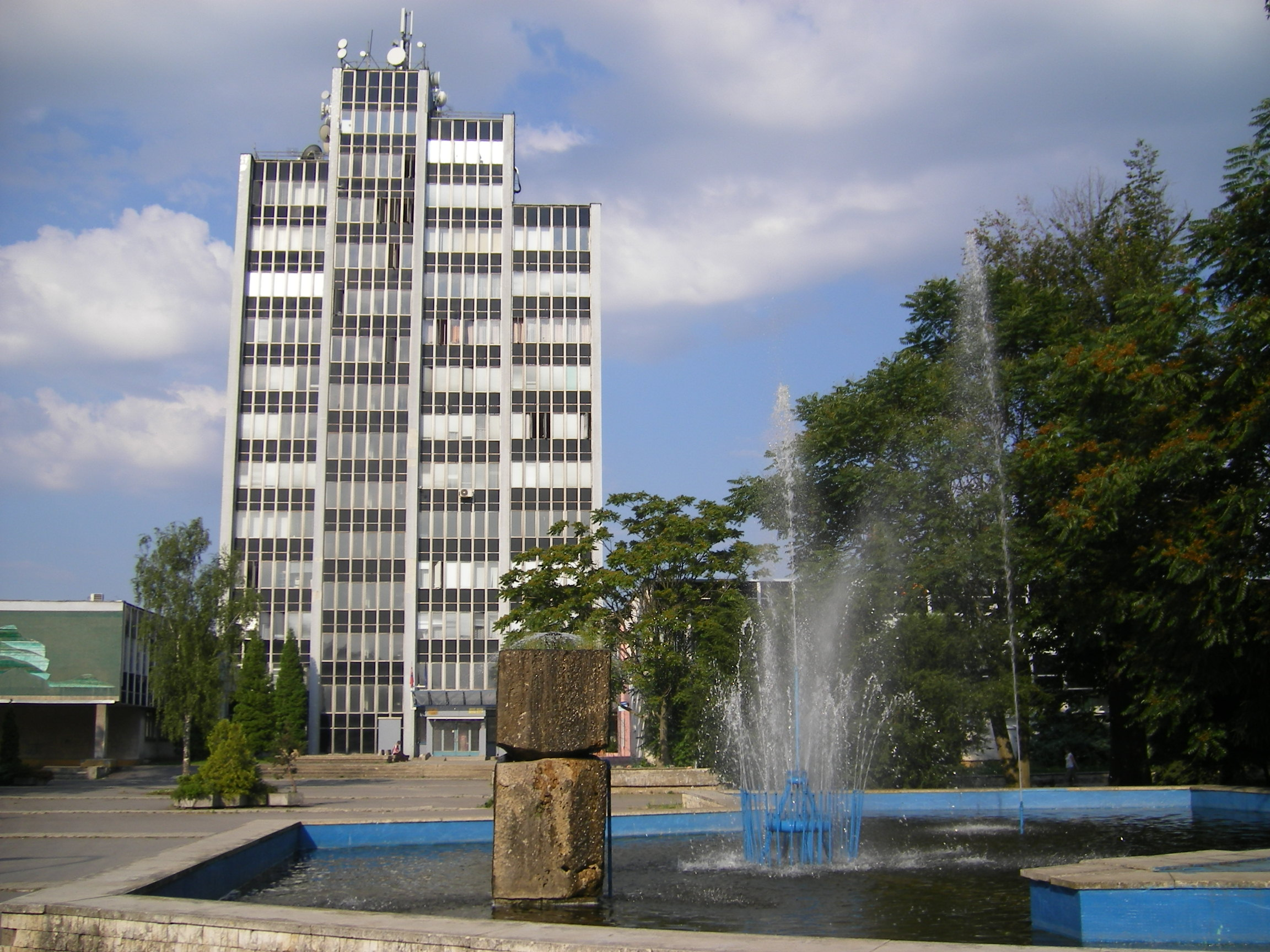
A járási hivatal épülete Nagymihályban

- Alsókánya (Jastrabie pri Michalovciach)
- Bajánháza (Bajany)
- Bánóc (Bánovce nad Ondavou)
- Bés (Beša)
- Berettő (Bracovce)
- Budaháza (Budince)
- Butka (Budkovce)
- Csicser (Čičarovce)
- Dénesújfalu (Sliepkovce)
- Deregnyő (Drahňov)
- Dobóruszka (Ruská)
- Dobróka (Dúbravka)
- Falkus (Falkušovce)
- Feketemező (Čierne Pole)
- Fogas (Závadka)
- Füzesér (Vrbnica)
- Gatály (Hatalov)
- Gézsény (Hažín)
- Hajagos (Klokočov)
- Hanajna (Hnojné)
- Harapás (Kusín)
- Hegyi (Zemplínske Kopčany)
- Hór (Horovce)
- Iske (Ižkovce)
- Izbugya (Zbudza)
- Jósza (Jovsa)
- Kácsánd (Kačanov)
- Karaszna (Krásnovce)
- Kisráska (Malé Raškovce)
- Kisszeretva (Stretavka)
- Kráskarebrény (Zemplínska Široká)
- Laborcfalva (Voľa)
- Lask (Laškovce)
- Lasztomér (Lastomír)
- Lazony (Ložín)
- Leszna (Lesné)
- Magasrév (Vysoká nad Uhom)
- Málca (Malčice)
- Márk (Markovce)
- Márkcsemernye (Pusté Čemerné)
- Mátyócvajkóc (Maťovské Vojkovce)
- Mokcsamogyorós (Krišovská Liesková)
- Morva (Moravany)
- Nagycseb (Žbince)
- Nagykapos (Veľké Kapušany)
- Nagymihály (Michalovce)
- Nagyráska (Veľké Raškovce)
- Nagyszelmenc (Veľké Slemence)
- Nagyszeretva (Stretava)
- Nátafalva (Nacina Ves)
- Németvágás (Poruba pod Vihorlatom)
- Nyarádkelecsény (Kapušianske Kľačany)
- Ordasfalva (Oreské)
- Őrmező (Strážske)
- Pálóc (Pavlovce nad Uhom)
- Pályin (Palín)
- Pazdics (Pozdišovce)
- Petrik (Petrikovce)
- Petróc (Petrovce nad Laborcom)
- Rákóc (Rakovec nad Ondavou)
- Sámogy (Šamudovce)
- Solymos (Szlovákia) (Iňačovce)
- Szalók (Slavkovce)
- Szirénfalva (Ptrukša)
- Sztára (Staré)
- Tarna (Trnava pri Laborci)
- Tusa (Tušice)
- Tusaújfalu (Tušická Nová Ves)
- Ungszenna (Senné)
- Ungtavas (Kaluža)
- Vaján (Vojany)
- Vámoslucska (Lúčky)
- Vásárhely (Trhovište)
- Vinna (Vinné)
- Zalacska (Zalužice)
- Zemplénszuha (Suché)
- Zuhogó (Čečehov)

## Oktatás
A 2024/25-ös év alapiskolai statisztikája. 
|                            | Tanév 2024/25 Alapiskola |          |        |
| Település                  | Össz                     | Magyarul | %      |
| Nagymihályi járás          | 10014                    | 1046     | 10,4%  |
| Nagykapos vidéke           | 1674                     | 1046     | 62,5%  |
| Nagykapos                  | 900                      | 412      | 45,8%  |
| Csicser                    | 30                       | 30       | 100,0% |
| Deregnyő                   | 269                      | 129      | 48,0%  |
| Magyarkelecsény            | 59                       | 59       | 100,0% |
| Nagyszelmenc               | 230                      | 230      | 100,0% |
| Ungmogyorós/Mokcsamogyorós | 44                       | 44       | 100,0% |
| Vaján                      | 142                      | 142      | 100,0% |